# Парк ім. Л. І. Глібова
Парк ім. Л. І. Глібова (Веселоподі́льський парк) — ботанічна пам'ятка природи місцевого значення в Україні. Розташована в межах Семенівського району Полтавської області, в селі Веселий Поділ.
Площа 18 га. Статус присвоєно 1964 року. Перебуває у віданні: Веселоподільська дослідно-селекційна станція.
Парк закладений у 19 ст. на лівому березі річки Кривої Руди. На цьому місці було велике озеро, яке з'єднувалося з річкою. У парку зростають кілька дубів віком понад 200 років, вікові берест, липа.
Відвідував парк О. С. Пушкін, гостюючи 1824 року у маєтку магнатів Родзянків.
У парку встановлено пам'ятник уродженцю села Веселого Подолу, українському поету Л. І. Глібову.

## Галерея

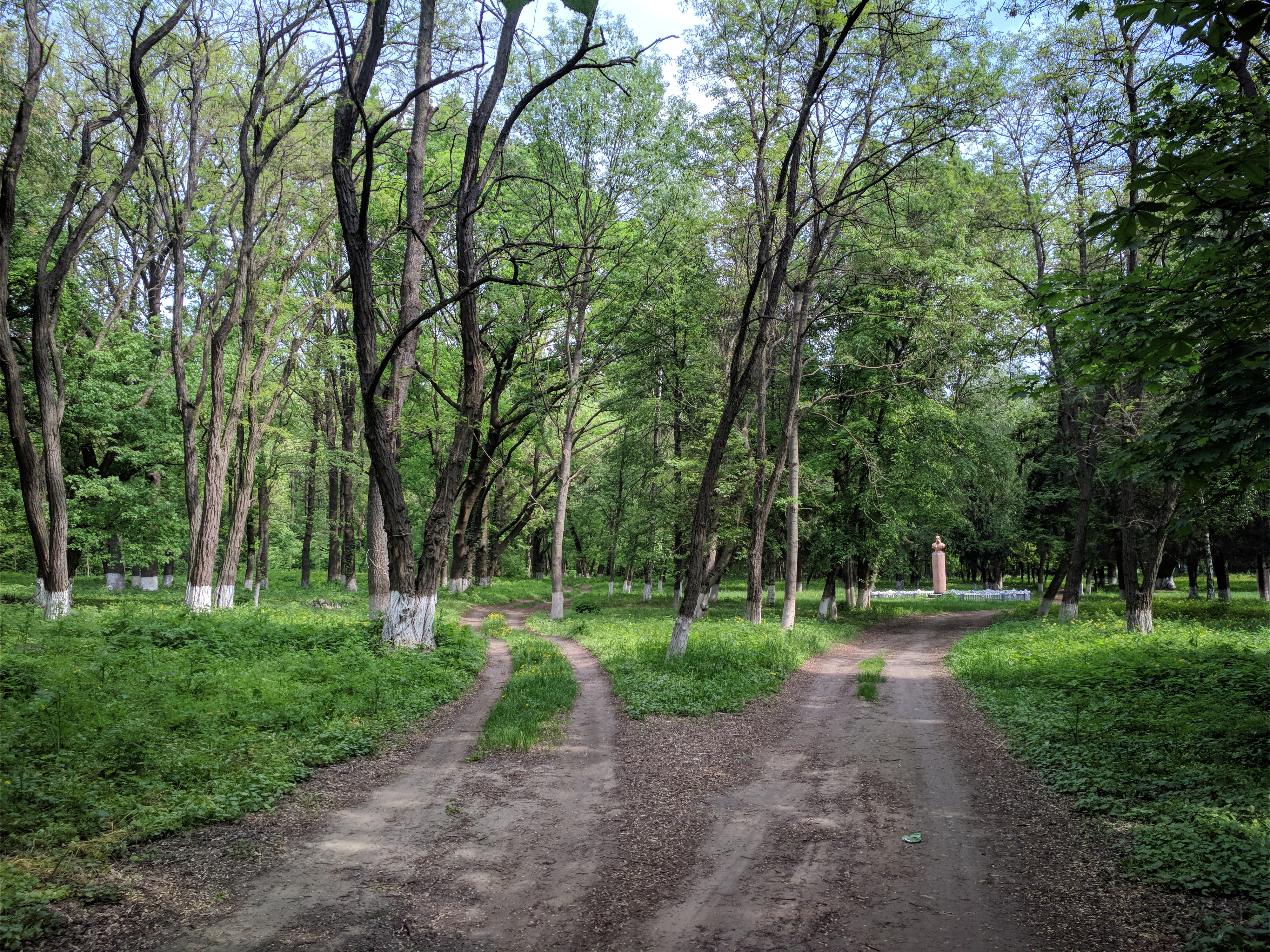
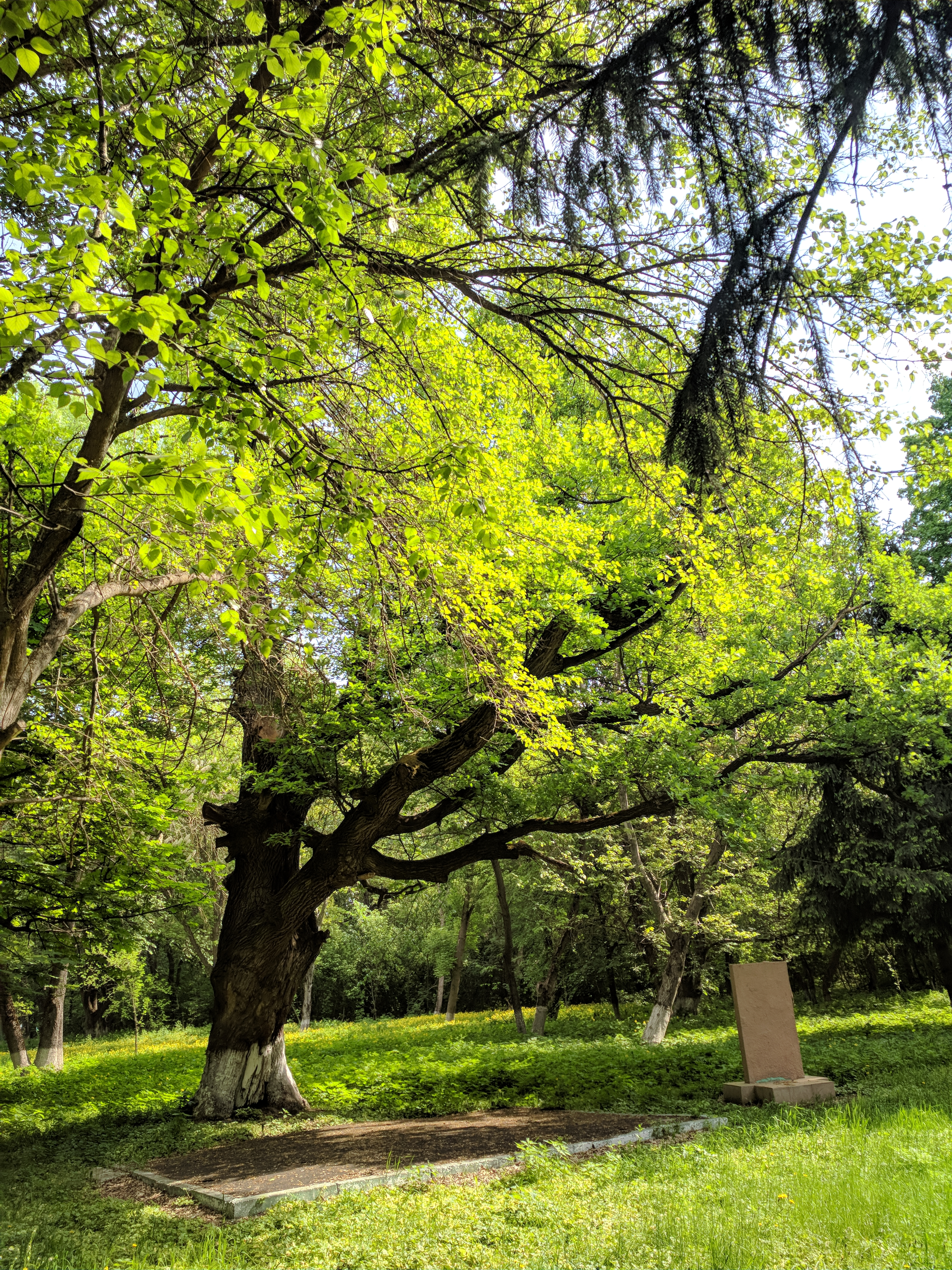
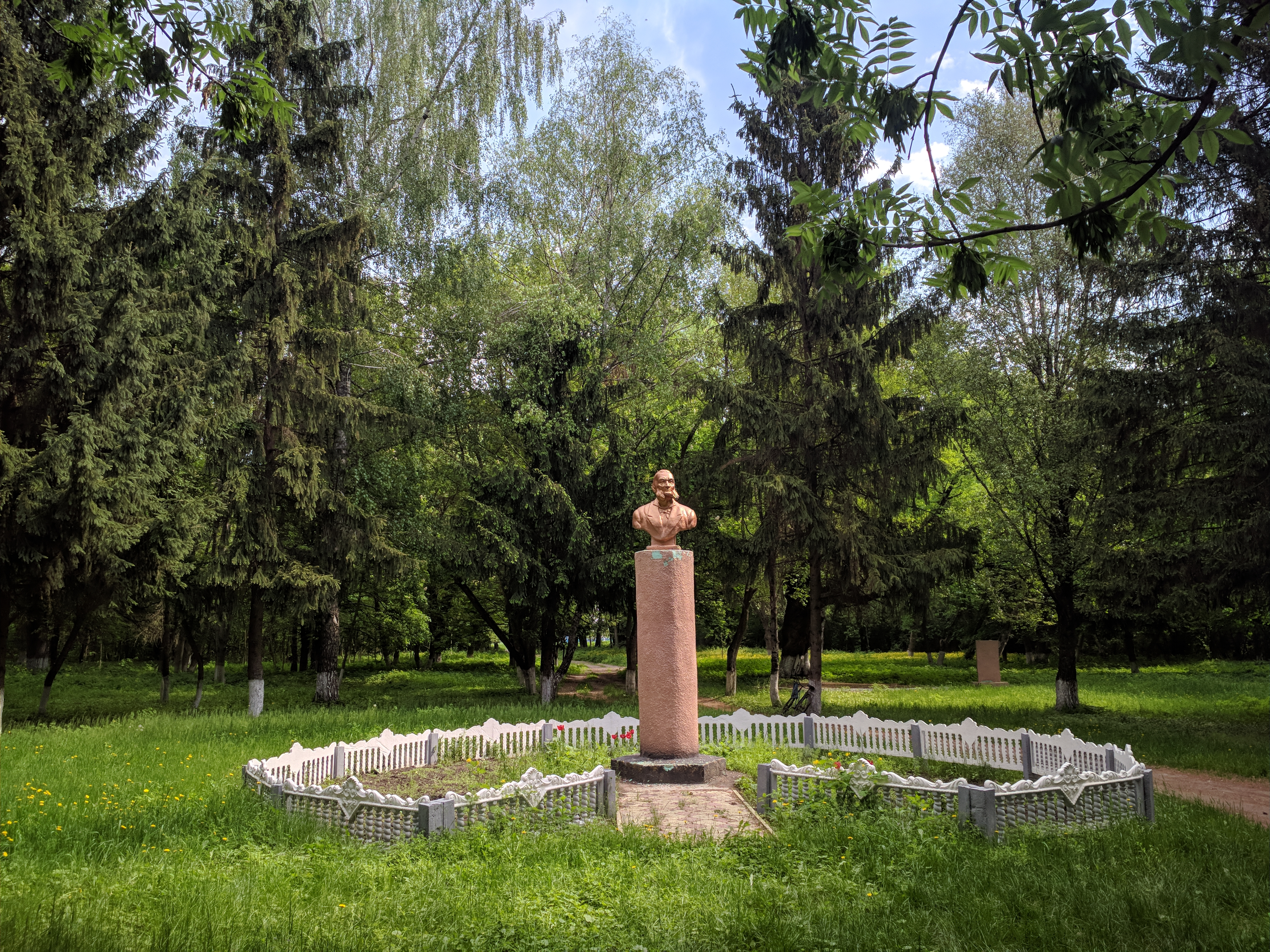

## Джерело
- За ред. А.В. Кудрицького. Полтавщина : Енцикл. довід.. — К. : УЕ, 1992. — С. 1024. — ISBN 5-88500-033-6.
- Природно-заповідний фонд Полтавщини